# Tasa de transmisión de dióxido de carbono
La tasa de transmisión de dióxido de carbono (COTR) es la medida de la cantidad de gas de dióxido de carbono que pasa a través de una sustancia durante un período determinado. Se lleva a cabo principalmente en materiales no porosos, donde el modo de transporte es la difusión, pero hay un número creciente de aplicaciones donde la velocidad de transmisión también depende del flujo a través de aperturas de alguna descripción.

### Estándares
- ASTM D1434 - Método de prueba estándar para determinar las características de permeabilidad al gas de las películas y láminas de plástico
- ASTM F1115 - Método de prueba estándar para determinar la pérdida de dióxido de carbono de los envases de bebidas
- ASTM F2476 - Método de prueba para la determinación de la velocidad de transmisión de gas de dióxido de carbono (Co 2TR) a través de materiales de barrera utilizando un detector infrarrojo

- Datos: Q5037958